# پارکدیل (اورگن)
پارکدیل (به انگلیسی: Parkdale) یک منطقهٔ مسکونی در ایالات متحده آمریکا است که در شهرستان هود ریور، اورگن واقع شده است. پارکدیل ۱٫۶ کیلومتر مربع مساحت و ۳۱۱ نفر جمعیت دارد و ۵۲۶ متر بالاتر از سطح دریا واقع شده است.

## زمین‌شناسی

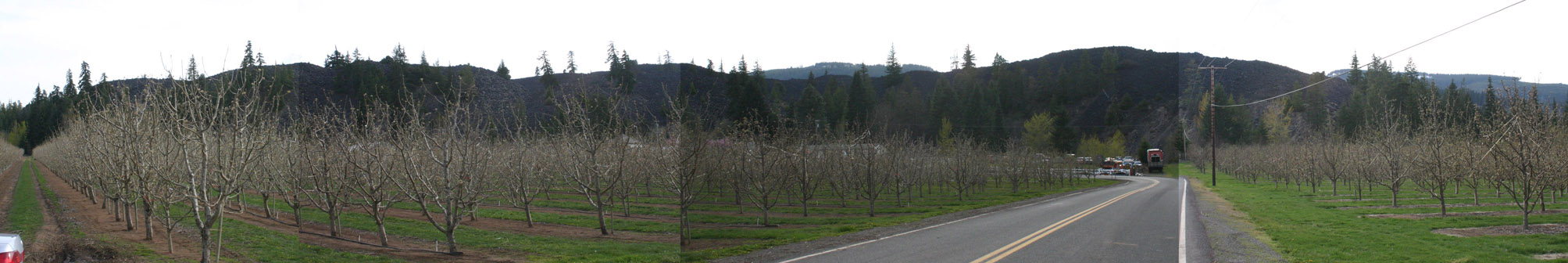
منظره پانورامیک انتهای شمالی آتشفشان پارکدیل از جاده لاوابد، رو به غرب تا جنوب غربی

| داده‌های اقلیم Parkdale   | داده‌های اقلیم Parkdale | داده‌های اقلیم Parkdale | داده‌های اقلیم Parkdale | داده‌های اقلیم Parkdale | داده‌های اقلیم Parkdale | داده‌های اقلیم Parkdale | داده‌های اقلیم Parkdale | داده‌های اقلیم Parkdale | داده‌های اقلیم Parkdale | داده‌های اقلیم Parkdale | داده‌های اقلیم Parkdale | داده‌های اقلیم Parkdale | داده‌های اقلیم Parkdale |
| ماه                      | ژانویه                 | فوریه                  | مارس                   | آوریل                  | مه                     | ژوئن                   | ژوئیه                  | اوت                    | سپتامبر                | اکتبر                  | نوامبر                 | دسامبر                 | سال                    |
| ------------------------ | ---------------------- | ---------------------- | ---------------------- | ---------------------- | ---------------------- | ---------------------- | ---------------------- | ---------------------- | ---------------------- | ---------------------- | ---------------------- | ---------------------- | ---------------------- |
| سابقهٔ بیش‌ترین °C (°F)    | ۶۵ (۱۸)                | ۶۶ (۱۹)                | ۷۷ (۲۵)                | ۸۳ (۲۸)                | ۹۷ (۳۶)                | ۹۹ (۳۷)                | ۱۰۲ (۳۹)               | ۱۰۱ (۳۸)               | ۹۶ (۳۶)                | ۸۷ (۳۱)                | ۶۹ (۲۱)                | ۶۲ (۱۷)                | ۱۰۲ (۳۹)               |
| میانگین بیش‌ترین °C (°F)  | ۴۱٫۶ (۵)               | ۴۵٫۴ (۷)               | ۵۲٫۶ (۱۱)              | ۵۸٫۸ (۱۵)              | ۶۶٫۲ (۱۹)              | ۷۲٫۷ (۲۳)              | ۸۰٫۵ (۲۷)              | ۸۰٫۸ (۲۷)              | ۷۴٫۴ (۲۴)              | ۶۲ (۱۷)                | ۴۷٫۷ (۹)               | ۳۹ (۴)                 | ۶۰٫۱ (۱۶)              |
| میانگین کم‌ترین °C (°F)   | ۲۷٫۵ (−۲)              | ۲۸٫۲ (−۲)              | ۳۱٫۸ (۰)               | ۳۵٫۱ (۲)               | ۴۰٫۱ (۵)               | ۴۵ (۷)                 | ۴۸٫۸ (۹)               | ۴۸٫۲ (۹)               | ۴۲٫۷ (۶)               | ۳۶٫۳ (۲)               | ۳۱٫۵ (۰)               | ۲۶٫۲ (−۳)              | ۳۶٫۸ (۳)               |
| سابقهٔ کم‌ترین °C (°F)     | −۱۰ (−۲۳)              | −۱۳ (−۲۵)              | ۱۰ (−۱۲)               | ۲۱ (−۶)                | ۲۴ (−۴)                | ۲۸ (−۲)                | ۳۴ (۱)                 | ۳۴ (۱)                 | ۱۵ (−۹)                | ۱۰ (−۱۲)               | −۱۰ (−۲۳)              | −۱۳ (−۲۵)              | −۱۳ (−۲۵)              |
| بارندگی میلی‌متر (اینچ)   | ۵٫۷ (۱۴۰)              | ۳٫۹۷ (۱۰۰)             | ۳٫۳۹ (۹۰)              | ۲٫۱۷ (۶۰)              | ۱٫۵ (۴۰)               | ۱٫۰۳ (۳۰)              | ۰٫۳۳ (۱۰)              | ۰٫۴۲ (۱۰)              | ۰٫۹۱ (۲۰)              | ۲٫۶۹ (۷۰)              | ۶٫۰۷ (۱۵۰)             | ۵٫۷۴ (۱۵۰)             | ۳۳٫۹۲ (۸۶۰)            |
| بارش برف سانتی‌متر (اینچ) | ۱۵٫۱ (۳۸)              | ۱۰٫۱ (۲۶)              | ۳٫۹ (۱۰)               | ۰٫۸ (۲)                | ۰ (۰)                  | ۰ (۰)                  | ۰ (۰)                  | ۰ (۰)                  | ۰ (۰)                  | ۰٫۲ (۱)                | ۶٫۷ (۱۷)               | ۱۷٫۴ (۴۴)              | ۵۴٫۲ (۱۳۸)             |
| میانگین روزهای بارندگی   | ۱۶                     | ۱۳                     | ۱۵                     | ۱۲                     | ۱۰                     | ۶                      | ۲                      | ۳                      | ۵                      | ۱۰                     | ۱۸                     | ۱۶                     | ۱۲۶                    |
| منبع:                    |                        |                        |                        |                        |                        |                        |                        |                        |                        |                        |                        |                        |                        |